# Nisída Paximáda
Nisída Paximáda är en ö i Grekland.   Den ligger i prefekturen Nomós Lasithíou och regionen Kreta, i den sydöstra delen av landet, 400 km sydost om huvudstaden Aten. Arean är 0,31 kvadratkilometer.
Terrängen på Nisída Paximáda är lite kuperad. Öns högsta punkt är 115 meter över havet. Den sträcker sig 1,1 kilometer i nord-sydlig riktning, och 0,7 kilometer i öst-västlig riktning.